# É Preciso Lutar!
É Preciso Lutar! é um livro infanto-juvenil da escritora brasileira Marcia Kupstas, publicado originalmente em 1994, pela Editora FTD, tendo uma segunda edição e nova capa em 2001 pela mesma editora. O livro aborda assuntos relacionados com ecologia.

## Personagens
- Eliza Rangel: apelido- Zizi, ela tem 14 anos e ajudou Kanassa a salvar a Tipuana, pois gostou da atitude dele e se juntou a ele na mobilização para salvar a árvore.

- Kanassa de Moura: Kanassa tem mais de 50 anos e viveu naquela rua por mais de 35 anos. Quando os funcionários da prefeitura ameaçaram a cortar a tipuana, ele se pendurou nela, pois no momento era o único jeito de salvar a árvore. Ele, junto a Zizi, mobilizaram o bairro para que não cortassem a árvore que fez parte de sua vida.

- Juanita: A vilã da história que queria que a Tipuana fosse cortada, só por seus meros interesses, queria corta-la porque as folhas da árvore estavam sujando seu carro.

## Enredo
O livro conta a luta de um homem chamado Kanassa que tenta impedir que uma árvore tipuana seja derrubada por oficiais da prefeitura.
Ele, junto dos moradores do bairro, faz um abaixo-assinado para não cortarem a árvore. Para isso recebe a ajuda de Zizi e outras crianças

## Prêmios
- Fundação Nacional do Livro Infantil e Juvenil 1988 - Altamente Recomendável para Jovens (ISBN 8532245269).